# 高野博師
高野 博師（たかの ひろし、1947年〈昭和22年）3月1日 - ）は、日本の政治家。茨城県久慈郡大子町出身。東京外国語大学外国語学部卒業。
参議院議員（2期）、環境副大臣、公明党中央幹事、外務省参与などを歴任した。

## 経歴
1947年（昭和22年）3月1日、茨城県大子町に生まれる。
茨城県立水戸第一高等学校を経て、東京外国語大学外国語学部中国語学科に入学し、1972年（昭和47年）3月に卒業する。同年4月、外務省にノンキャリアとして入省する。外交官としてアメリカ、アルゼンチン、コロンビアなどに赴任し、30ヶ国あまりを歴訪した。1991年（平成3年）にコロンビアで発生した日本人技師2人が左翼ゲリラに誘拐された事件では、当時帰国中で不在だったコロンビア国駐箚特命全権大使塚田千裕に代わり、臨時代理大使としてコロンビア政府や州知事に事件解決の要請を行うなどして対応の指揮を執った。
1995年（平成7年）7月23日、第17回参議院議員通常選挙に埼玉県選挙区から新進党公認候補として立候補し、初当選する。
2001年（平成13年）7月29日、第19回参議院議員通常選挙に埼玉県選挙区より公明党公認候補として立候補し、再選を果たす。
2007年（平成19年）7月29日、第21回参議院議員通常選挙に埼玉県選挙区から立候補して3選を目指すも、落選する。
2008年（平成20年）2月からの1年間、ハーバード大学国際問題研究所に客員研究員として赴任するため、日本を離れることから、公明党埼玉県本部代表を辞任（後任には西田実仁が就任）し、公明党埼玉県本部顧問となる。
2011年（平成23年）9月から10月にかけて、外交レポートを民国連立政権の野田内閣に提出。こうしたことが評価され、11月に内閣官房参与となる予定であるが、かつて所属していた公明党が反発したため、発令が延期される事態になった。当時野党であった公明党関係者を内閣官房参与に起用しようとした背景には、公明党との関係を重視したい野田内閣の意向もあったとされるが、本人が正式に辞退の申入れを行った。
2012年（平成24年）4月17日、野田第1次改造内閣の外務大臣玄葉光一郎によって外務省参与（日本外交のグローバル化と情報発信担当）に任命された。

## 政策
- 選択的夫婦別姓制度の法制化に賛成している。「一人の人間としての人格と個性が尊重されるべき。女性の社会進出がすすむなかで、結婚による姓の変更が働く女性に不利益を与えており、法制化すべき。世界の多数の国で実施されている」と述べている[5]。

## 役職歴

### 内閣
- 環境副大臣（第2次小泉改造内閣・第3次小泉内閣）

### 参議院
- 環境委員会委員
- イラク・事態特別委員会委員
- 法務委員長

### 公明党
- 中央幹事
- 国際委員長
- 外交部会長
- 環境副部会長
- 関東方面副議長
- 埼玉県本部代表

## 主な所属団体・議員連盟
- 北京オリンピックを支援する議員の会